# Svart syskejordloppa
Svart syskejordloppa (Dibolia depressiuscula) är en skalbaggsart som beskrevs av Letzner 1846. Svart syskejordloppa ingår i släktet Dibolia, och familjen bladbaggar. Enligt den finländska rödlistan är arten nationellt utdöd i Finland. Arten har ej påträffats i Sverige. Artens livsmiljö är parker, gårdsplaner och trädgårdar.